# ألفرد أ. هارت
ألفرد أ. هارت (بالإنجليزية: Alfred A. Hart) هو مصور ورسام أمريكي، ولد في 1816 في نورويتش في الولايات المتحدة، وتوفي في 1908 في مقاطعة ألاميدا في الولايات المتحدة.